# Promenade-Abenteuer
Promenade-Abenteuer ist eine Polka-Mazurka, die Johann Strauss Sohn zugeschrieben wird, aber von Josef Bayer stammt. Datum und Ort der Uraufführung sind nicht überliefert.

## Weblink
- Die Polka Promenade-Abenteuer auf der Naxos-online-CD-Beschreibung

## Einzelnachweis
1. ↑  Quelle: englische Version des Booklets (Seite 133) in der 52 CDs umfassenden Gesamtausgabe der Orchesterwerke von Johann Strauß (Sohn), Hrsg. Naxos (Label). Das Werk ist als elfter Titel auf der 51. CD zu hören.